# Петренко, Святослав Андреевич
Святосла́в Андре́евич Петре́нко (укр. Святослав Андрійович Петренко; 2 июля 1961, Чернигов) — советский и украинский футболист.

## Карьера
Воспитанник украинского футбола.
Первым профессиональным клубом стала черниговская «Десна». В 1982 году перешёл в СКА из города Киев, за который он провёл 15 игр в Первой лиге в 1982 и полный сезон 1983 во второй лиге.
В 1984 был основным игроком «Судостроителя» из Николаева, выступавшего во второй лиге. В 1985 снова играл в СКА (Киев). В конце 1985 году был в составе в «Черноморца» из Одессы, но официальных игр за клуб в советском чемпионате не провёл.
В 1986 играл за харьковский «Металлист», за который дебютировал 2 марта в стартовом матче Высшей лиги против одесского «Черноморца», выйдя на замену Вели Касумову. Последний матч за харьковчан он провёл 20 июля 1986, выйдя в стартовом составе в выездном матче против ереванского «Арарата», в котором удостоился жёлтой карточки.
После «Металлиста» скитался по различным украинским клубам второй лиги СССР, среди которых черниговская «Десна», «Динамо» из города Белая Церковь, «Кремень» из Кременчуга. Вторую половину сезона 1990 года провёл в махачкалинском «Динамо», за которое провёл 13 матчей и забил 4 мяча. В 1991 играл в «Вулкане» из Петропавловска-Камчатского. После распада СССР уехал в Польшу. Несколько сезонов выступал за клубы низших лиг. В 1993 возвращался на родину, играл за «Космос» из Павлограда (8 игр).
В 1995 перешёл в «Гекрис» из Анапы. С 1997 по 1998 играл в клубе ААФУ «Домостроитель» из Чернигова. В 2004 году провёл одну игру за любительский клуб «Интерагросистема» из города Мена в любительском чемпионате Украины 2004 года.